# Estação Rato
Rato é uma estação do Metropolitano de Lisboa. Situa-se no concelho de Lisboa, em Portugal, servindo de terminal da Linha Amarela. Foi inaugurada a 29 de dezembro de 1997, no âmbito da expansão desta linha à zona do Largo do Rato.

## Descrição
Esta estação está localizada no Largo do Rato, possibilitando o acesso ao Museu Nacional de História Natural e da Ciência, ao Jardim Botânico de Lisboa, ao Teatro da Cornucópia e ao edifício sede da Sociedade Nacional de Belas Artes. O projeto arquitetónico é da autoria do arquiteto Sanchez Jorge e as intervenções plásticas dos pintores Maria Helena Vieira da Silva, Árpád Szenes e Manuel Cargaleiro. À semelhança das mais recentes estações do Metropolitano de Lisboa, está equipada para poder servir passageiros com deficiências motoras, contando com vários elevadores e escadas rolantes que facilitam o acesso às plataformas.

## Acessos
Esta estação conta com dois acessos pedonais e um elevador entre o átrio e a superfície:
- Acesso 1 - está localizado no passeio nascente do Largo do Rato, na esquina entre a Rua Alexandre Herculano e a Rua do Salitre. Está direcionado para sul e conta com escadas pedonais.
- Acesso 2 - está localizado no passeio poente do Largo do Rato, na esquina entre a Rua das Amoreiras e a Rua do Sol ao Rato. Está direcionado para sul e conta com escadas pedonais.
- Elevador - está localizado no passeio norte do Largo do Rato, próximo da Calçada Bento da Rocha Cabral, direcionado para sudeste.